# Триоп (царь Фессалии)
Триоп (др.-греч. Τρίωψ «трёхглазый») — в древнегреческой мифологии один из царей Фессалии, сын Посейдона и Канаки, дочери Эола. Отец Ифимедеи Эрисихтона. Предок Форбанта. Мифы о Триопе и его сыне представляют два варианта одного мотива.
Триоп разрушил храм Деметры, задумав покрыть крышей свой дворец, за что Деметра подвергла его мукам голода. Умер от нападения дракона, стал созвездием змееносца. Известен также и сын Триопа Эрисихтон, который был наказан Деметрой вечным голодом за непочтительное отношение к богам и убийство гамадриады.